# El grum
 El grum  (títol original en anglès: The Bellboy) és una pel·lícula dels Estats Units escrita, produïda i dirigida per Jerry Lewis, estrenada el 1960. Ha estat doblada al català.

## Argument[2]
Un executiu de cinema (Jack Kruschen en un paper sense acreditar) introdueix la pel·lícula, explicant que la pel·lícula per si mateixa no té argument, sinó que simplement mostra Jerry Lewis com Stanley, el grum, en moltes situacions ridícules a la seva matussera manera una escena darrere l'altra. Stanley no parla, excepte al final de la pel·lícula. Lewis també apareix en un paper només de veu interpretant-se a si mateix acompanyat per un gran seguici, mentre que la seva contrapart grum simultàniament baixa d'un ascensor ple de gent.

## Repartiment
- Jerry Lewis: Stanley, el grum
- Alex Gerry: M. Novak
- Bob Clayton: Bob, el cap des grums
- Sonnie Sands, Eddie Schaeffer, Herbie Styles, David Landfield: els grums.
- Bill Richmond: Stan Laurel
- Milton Berle: Milton Berle

i Cary Middlecoff, Art Terry, Frankie Carr, Joe Mayer, Stanley Allan, Duke Art Jr, Isobel Elsom,

## Comentaris
El grum  és el primer film totalment escrit, produït, dirigit i interpretat per Jerry Lewis. Sense història ni intriga veritable, l'espectador observa durant 90 minuts. Les anades i vingudes del més boig dels grums, Stanley (Jerry, en un paper completament mut), en el luxós Fontainebleau Hotel de Miami Beach. La resta és un pretext sense equívocs per al còmic de posar el seu art al límit de l'absurd i del geni.
La pel·lícula, poc emesa per la televisió, és per descobrir i per considerar com una peça mestra de l'autor, potser fins i tot la més acabada, ja que no entren aquí en consideració les exposicions moralitzadors i altres escenes llagrimoses que sobrecarreguen la majoria de les seves altres pel·lícules. Del còmic en l'estat pur, una creació noble, artísticament ambiciosa i tanmateix sense pretensions, com a hereu de Jacques Tati, amb tant plomall i dignitat.
L'interès és enriquit per diveros cameos d'artistes com Milton Berle, però igualment alguns artistes del music-hall que fan el seu número (Bill Richmond, imitador de Stan Laurel).
L'hotel Fontainebleau ha servit igualment de decoració per al començament de Goldfinger, on James Bond empeny Auric Goldfinger a fer trampes a les cartes.